# (2117) Дания
(2117) Дания (дат. Danmark) — астероид главного пояса, который был открыт 9 января 1978 года датским астрономом Ричардом Уэстом в обсерватории Ла-Силья и назван в честь Дании, небольшого государства в Северной Европе.

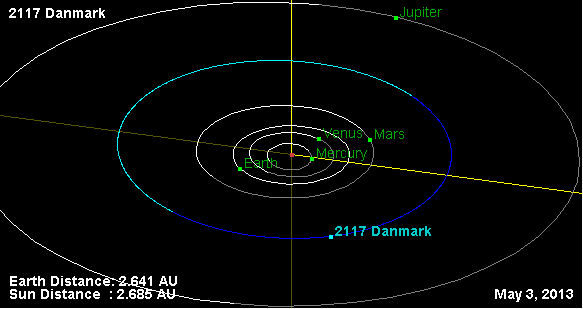
Орбита астероида Дания и его положение в Солнечной системе